# 柬埔寨皇家航空
柬埔寨皇家航空（英語：Royal Air Cambodge、高棉語：、IATA：VJ、ICAO：RAC、航空公司呼号：AIR CAMBODGE）是一家由柬埔寨政府以及马来西亚航空联合创立的一家位于柬埔寨，已停止运营的航空公司，在停止运营前是柬埔寨全国最大的航空公司。主要枢纽机场设于柬埔寨金边国际机场，次要枢纽机场设于马来西亚吉隆坡国际机场，总部设于柬埔寨金边。
柬埔寨皇家航空的前身为柬埔寨航空（英語：Air Cambodge），也是1970年至1975年柬埔寨的国家航空公司和载旗航空公司。

## 历史
柬埔寨皇家航空最初于1956年由柬埔寨政府以及马来西亚航空公司成立，由马来西亚航空提供飞机、培训和技术等。在1970年高棉共和国成立后，该航空公司被政府重新命名为柬埔寨航空。随着柬埔寨于1990年代初恢复了君主制和民主，并在1994年恢复了经济后，柬埔寨航空以原来的名字（柬埔寨皇家航空）运营并进行了大改革。但在大改革后该公司开始出现亏损，损失总计3000多万美元。随后美国911事件的发生导致全球航空公司乘客人数大降，导致柬埔寨皇家航空的乘客人数暴跌，这使柬埔寨皇家航空处于更严重的财务危机。最后，该公司于2001年10月16日因财务问题停止运营，结束其45年的公司生涯。
柬埔寨政府后来与越南航空合作，于2009年建立了新的国家航空公司 - 柬埔寨吴哥航空。

## 航线
- 柬埔寨
  - 马德望 – 马德望机场（英语：Battambang Airport）
  - 桔井市 – 桔井机场（英语：Kratié Airport）
  - 戈公市（英语：Koh Kong (city)） – 戈公机场（英语：Koh Kong Airport）
  - 金边 – 金边国际机场 （主要枢纽）
  - 邦隆市 - 腊塔纳基里机场（英语：Ratanakiri Airport）
  - 暹粒市 – 暹粒-吴哥国际机场
  - 上丁市 – 上丁机场（英语：Stung Treng Airport）

- 马来西亚
  - 吉隆坡 - 吉隆坡国际机场 （次要枢纽）
  - 亚庇 - 亚庇国际机场

- 泰國
  - 曼谷 – 素万那普机场

- 中华人民共和国
  - 广州 – 广州白云国际机场

- 香港
  - 香港 - 香港国际机场

- 越南
  - 胡志明市 – 新山一国际机场

- 新加坡
  - 新加坡 - 新加坡樟宜机场

## 机队

### 2001年前退役飞机
- 波音707（由法国航空提供）
- 麦道DC-3
- 麦道DC-4
- 麦道DC-6
- 麦道DC-6B
- 卡拉维尔客机（柬埔寨皇家航空第一款机队）